# Fox Racing
Fox Head Inc. és una empresa privada i marca de roba d'esports extrems estatunidenca, fundada el 1974, que va expandir el seu negoci desenvolupant roba per a motocròs i per mitjà del patrocini de pilots. Fox està dirigida pel seu fundador, Geoff Fox, i els seus fills, Greg i Pete Fox, i és propietat de l'empresa de capital d'inversió Altamont Capital Partners. La roba esportiva que Fox dissenya i distribueix es ven a tot el món.
El 2006, el pilot de Fox Ricky Carmichael va guanyar el Campionat AMA de supercross, mentre que el pilot James Stewart va guanyar el Campionat del Món de Supercross de la Federació Internacional de Motociclisme. Fox compta amb equips en diversos esports, com ara motocròs, BMX, surf, ciclisme de muntanya i surfesquí.